# Hisanori Shirasawa
Hisanori Shirasawa (白澤 久則 Shirasawa Hisanori?,  nacido el 13 de diciembre de 1964 en Hyogo) es un exfutbolista japonés que se desempeñaba como centrocampista.
Shirasawa fue elegido para integrar la selección nacional de Japón para los Copa Asiática 1988.

## Trayectoria

### Clubes
| Club               | País  | Año         |
| ------------------ | ----- | ----------- |
| Yanmar Diesel      | Japón | 1983 - 1992 |
| Kyoto Purple Sanga | Japón | 1993        |